# Sciapus flaviappendiculatus
Sciapus flaviappendiculatus är en tvåvingeart som först beskrevs av de Meijere 1910.  Sciapus flaviappendiculatus ingår i släktet Sciapus och familjen styltflugor. Inga underarter finns listade i Catalogue of Life.